# GALAXY EXPRESS 999 ETERNAL EDITION FILE
『GALAXY EXPRESS 999 ETERNAL EDITION FILE（ギャラクシー・エクスプレス・スリー・ナイン・エターナル・エディション・ファイル）』とは、2001年5月19日から同年8月18日にかけてリリースされた、アニメーション作品「銀河鉄道999」のサウンド・トラック・アルバムの総称である。全て当項目にて解説する。

## 共通概要
- 2001年5月19日から同年8月18日の間に、2枚組で4回リリースされている。
- その他の各アルバムの概要については、それぞれの「概要」項目を参照のこと。

## VOL.1 & 2　劇場版「銀河鉄道999」

### 概要
- 発売日は2001年5月19日

### 収録曲

#### VOL.1
1. オープニング
2. 鉄郎
3. 母への想い
4. 決意
5. 旅立ち
6. タイタン
7. 冥王星
8. ガラスのクレア
9. 女海賊エメラルダス
10. トレーダー分岐点
11. 勇者達
12. 時間城の戦い

#### VOL.2
1. 愛
2. 惑星メーテル
3. 決戦
4. 崩壊
5. 新たなる出発
6. 出発
7. 流浪
8. 永遠の祈り
9. 出発
10. 出会い
11. 回想
12. 未来

## VOL.3 & 4　劇場版「さよなら銀河鉄道999～アンドロメダ終着駅～」

### 概要
- 発売日は2001年6月21日

### 収録曲

#### VOL.3
1. プロローグ~動乱の時代
2. メッセージ
3. 新しい旅へ
4. 幽霊列車~ラーメタル
5. パルチザン・ミャウダー
6. 古城にて
7. 再会
8. 黒騎士ファウスト
9. 様々な思い
10. 大宇宙への涯へ
11. 惑星大アンドロメダ
12. 生命の炎

#### VOL.4
1. 崩壊~サイレンの魔女
2. 対決
3. エピローグ~別れ
4. 終曲~SAYONARA
5. Trip to the Unknown(未知への旅)
6. Mysterious Larmetal(幽玄なるラーメタル)
7. Doom’s Day(最後の審判)
8. Dream(青春の幻影)
9. Waves of Light(光と影のオブジェ)
10. La Femme Fatale(運命の女)
11. The Promised Land(約束の地)
12. SAYONARA(サヨナラ)

## VOL.5 & 6　TVアニメーション「銀河鉄道999」

### 概要
- 発売日は2001年7月20日

### 収録曲

#### VOL.5
1. 銀河鉄道999(TVサイズ)~サブタイトル(ささきいさお,杉並児童合唱団)
2. 序曲-出発(たびだち):きらめく銀河~アンドロメダへ
3. 慕情:母の面影~青い地球
4. 挑戦:襲撃~怒り~苦悩
5. 不思議な星:未知への誘い
6. 流浪:悲しみの旅路
7. 冒険:孤独~追跡
8. 出会い:宇宙の盗賊たち
9. 終曲-永遠(とわ)の祈り:望郷~目覚め~祈り
10. 青い地球(TVサイズ)(ささきいさお,杉並児童合唱団)
11. ショート・ピース・コレクション1
12. ショート・ピース・コレクション2
13. ショート・ピース・コレクション3
14. 銀河鉄道999(カラオケ)
15. 青い地球(カラオケ)

#### VOL.6
1. 銀河鉄道999(インストゥルメンタル)
2. 生命の星・青春の星
3. 暗黒星雲の彼方
4. さすらい人の歌
5. 永遠の旅人エメラルダス
6. 機械化人都市
7. ワルキューレの空間騎行
8. 時間城の海賊
9. たそがれの街
10. 透明海のアルテミス
11. 遥かな母への賛歌(インストゥルメンタル)
12. あこがれへの旅(インストゥルメンタル)
13. アンドロメダの魔女
14. 青春の幻影 さらば999
15. 青い地球(インストゥルメンタル)

## VOL.7 & 8　銀河鉄道999 SONGS & OTHERS

### 概要
- 発売日は2001年8月18日

### 収録曲

#### VOL.7
1. 銀河鉄道999
2. 青い地球
3. ぼくの行く道
4. 夢のスリーナイン号
5. ふ・る・さ・と
6. 目をとじて
7. 銀河哀歌(エレジー)
8. 人生の停車駅
9. ぼくのメーテル
10. 鉄郎の子守唄
11. GALAXY EXPRESS 999
12. 想い出なみだ色
13. レリューズのテーマ
14. 遥かな母への讃歌
15. あこがれへの旅
16. 銀河鉄道999(コーラス入りカラオケ)
17. 青い地球(コーラス入りカラケ)
18. THE GALAXY EXPRESS 999(カラオケ)
19. TAKING OFF!(カラオケ)

#### VOL.8
1. 銀河鉄道999(THE GALAXY EXPRESS 999)
2. テイキング・オフ！(TAKING OFF!)
3. THE GALAXY EXPRESS 999
4. SAYONARA
5. LOVE LIGHT
6. やさしくしないで
7. 惑星メーテルのテーマ
8. さよなら(“SAYONARA”日本語Version)
9. メインタイトル 銀河鉄道999~運命
10. 危機一髪
11. メーテルと夢の再会
12. エメラルダスから涙の贈り物
13. Friends
14. Galaxy Express 999 MOTHER
15. Brave Love~つかの間の休息(Film Version)
16. 少女イーゼル(Film Version)
17. 地獄の聖母騎士ヘルマザリア
18. 忘れないで~good-bye last passenger
19. BATTLE OF SPACE ORBIT
20. 恐怖のメタノイド
21. レクイエム~ヘルマザリア(Film Version)
22. Galaxy Express 999 Eternal Fantasy
23. Brave Love~Galaxy Express 999
24. Colors Of Dream~虹の道標
25. さよなら(カラオケ)